# NGC 217
NGC 217 è una galassia a spirale situata nella costellazione della Balena a una distanza di circa 173 milioni di anni luce dal sistema solare. Il database HyperLeda la classifica come galassia a spirale barrata (SBa).

## Descrizione
La galassia presenta una larga riga a 21 cm dell'idrogeno neutro.

## Scoperta
NGC 217 è stata scoperta il 28 novembre 1785 dall'astronomo britannico di origine tedesca William Herschel.

## Gruppo di NGC 151
NGC 217 fa del Gruppo di NGC 151, un gruppo di galassie che ne comprende almeno altre tre: 
NGC 151, MCG -2-2-30 e MCG -2-2-38.